# Чабани (Хмельницький район)
Чабани́ — село в Україні, у Гвардійській сільській територіальній громаді Хмельницького району Хмельницької області. Населення становить 256 осіб.

## Населення

### Мова
Розподіл населення за рідною мовою за даними перепису 2001 року:
| Мова       | Відсоток |
| ---------- | -------- |
| українська | 99,61%   |
| російська  | 0,39%    |

## Галерея

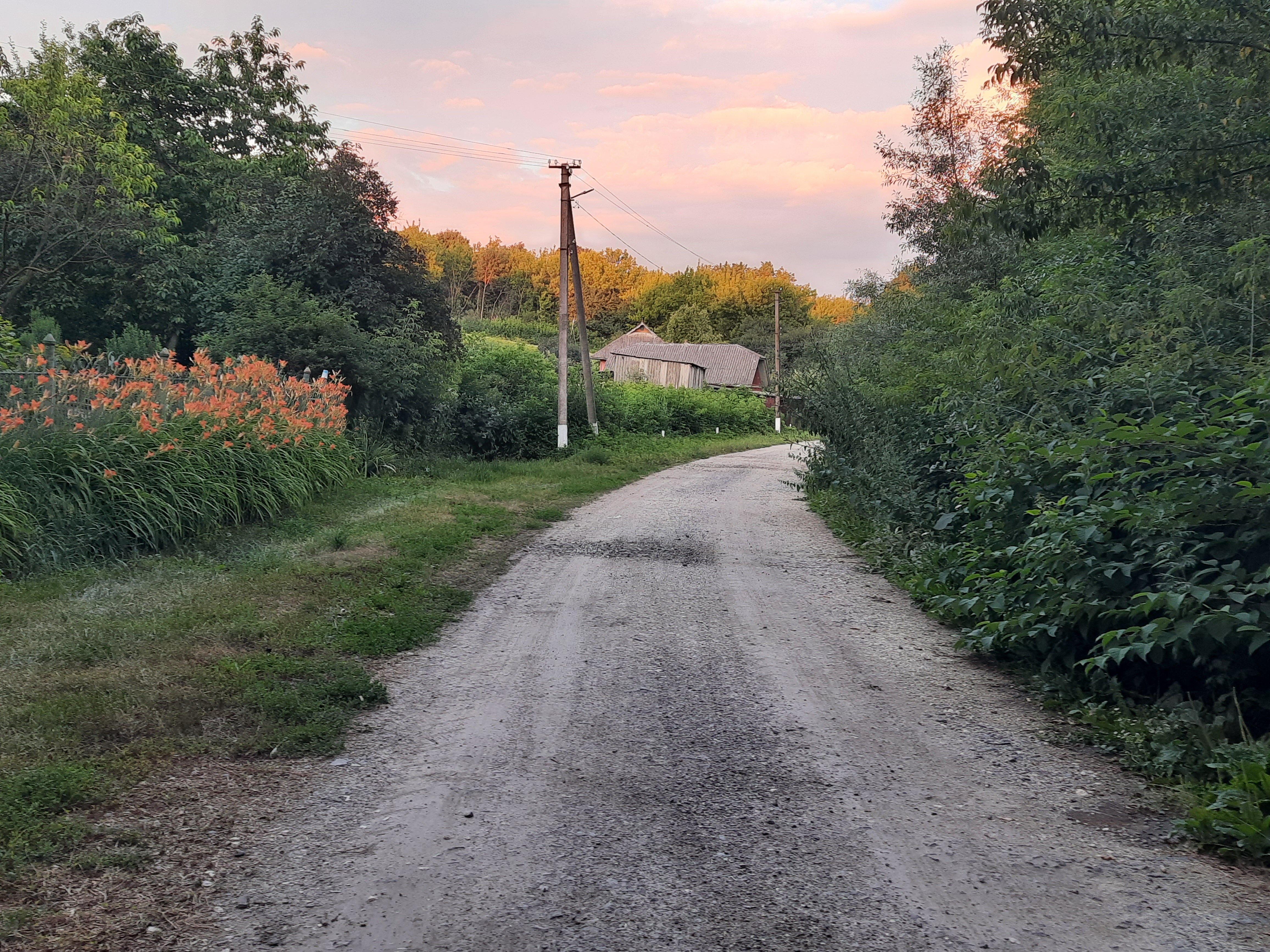
Сільська вулиця
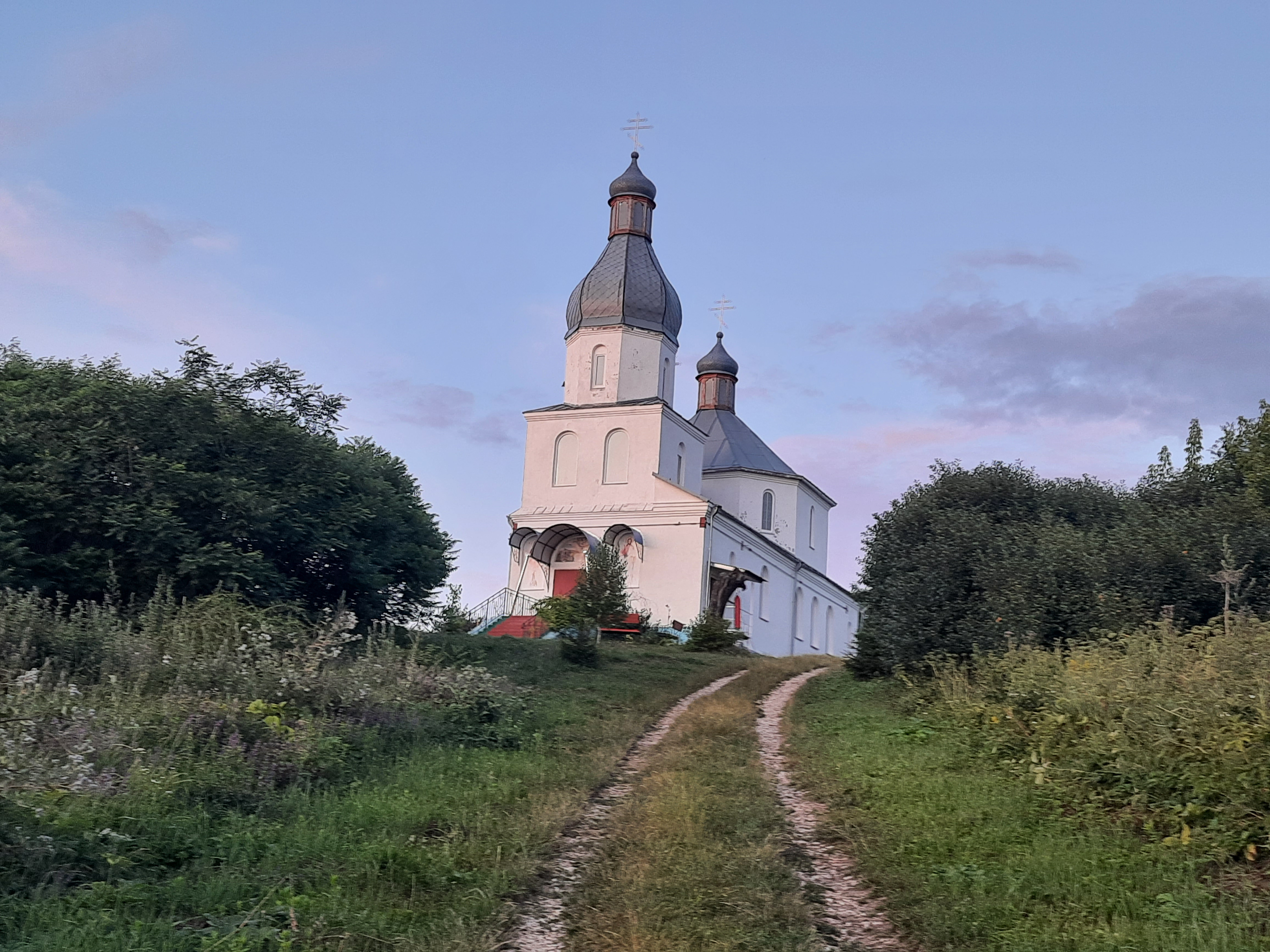
Сільська церква
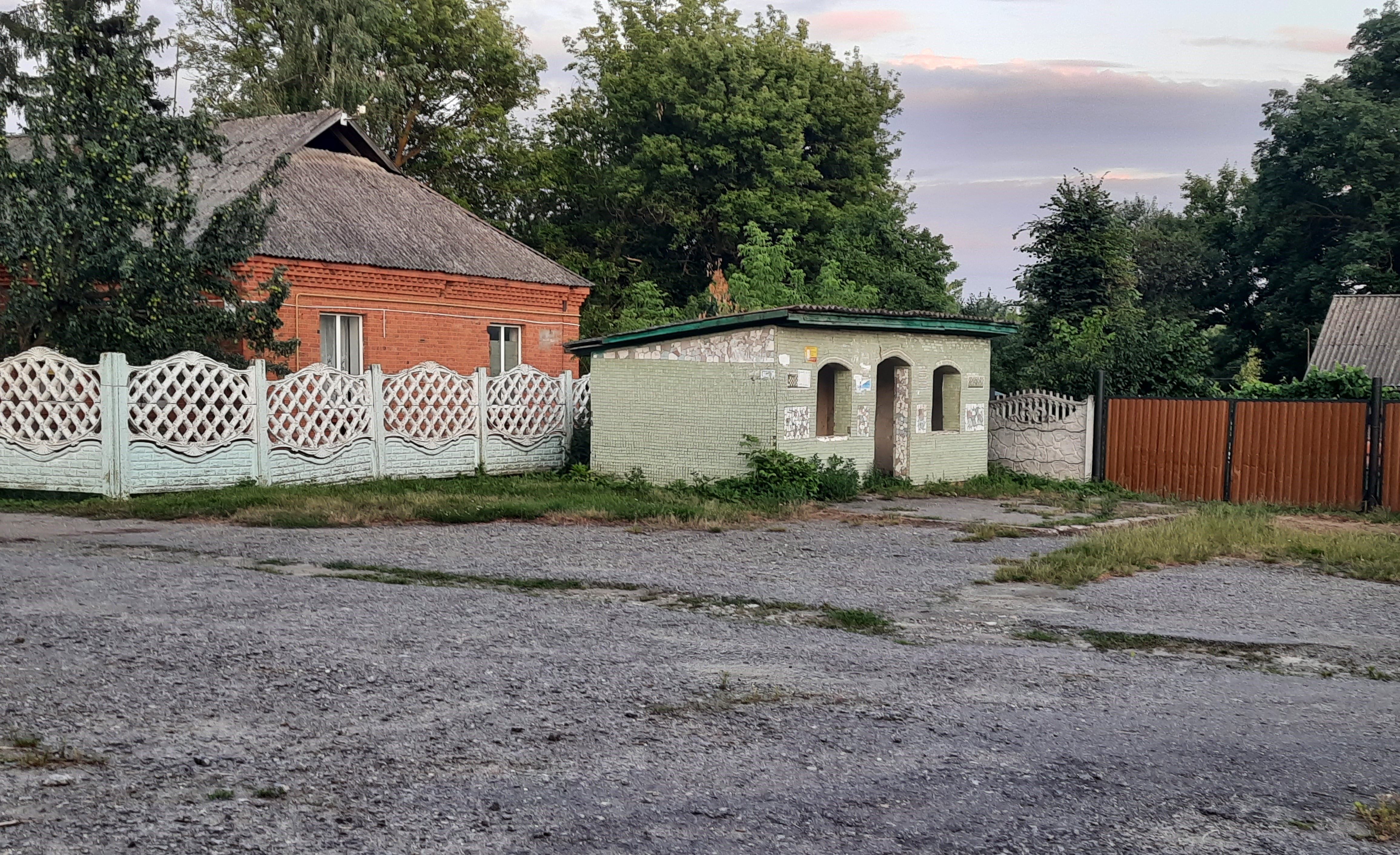
Автобусна зупинка
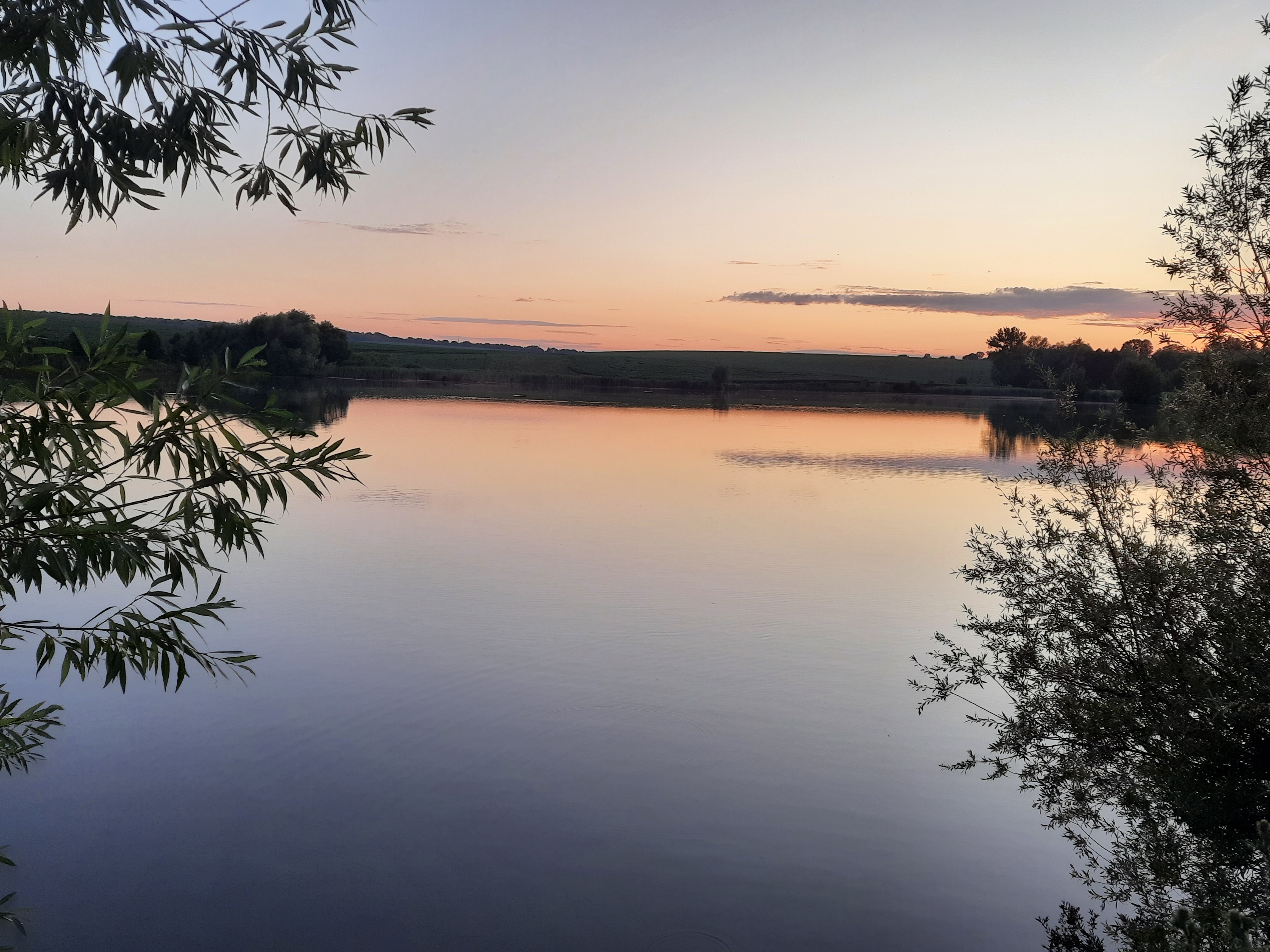
Став біля села
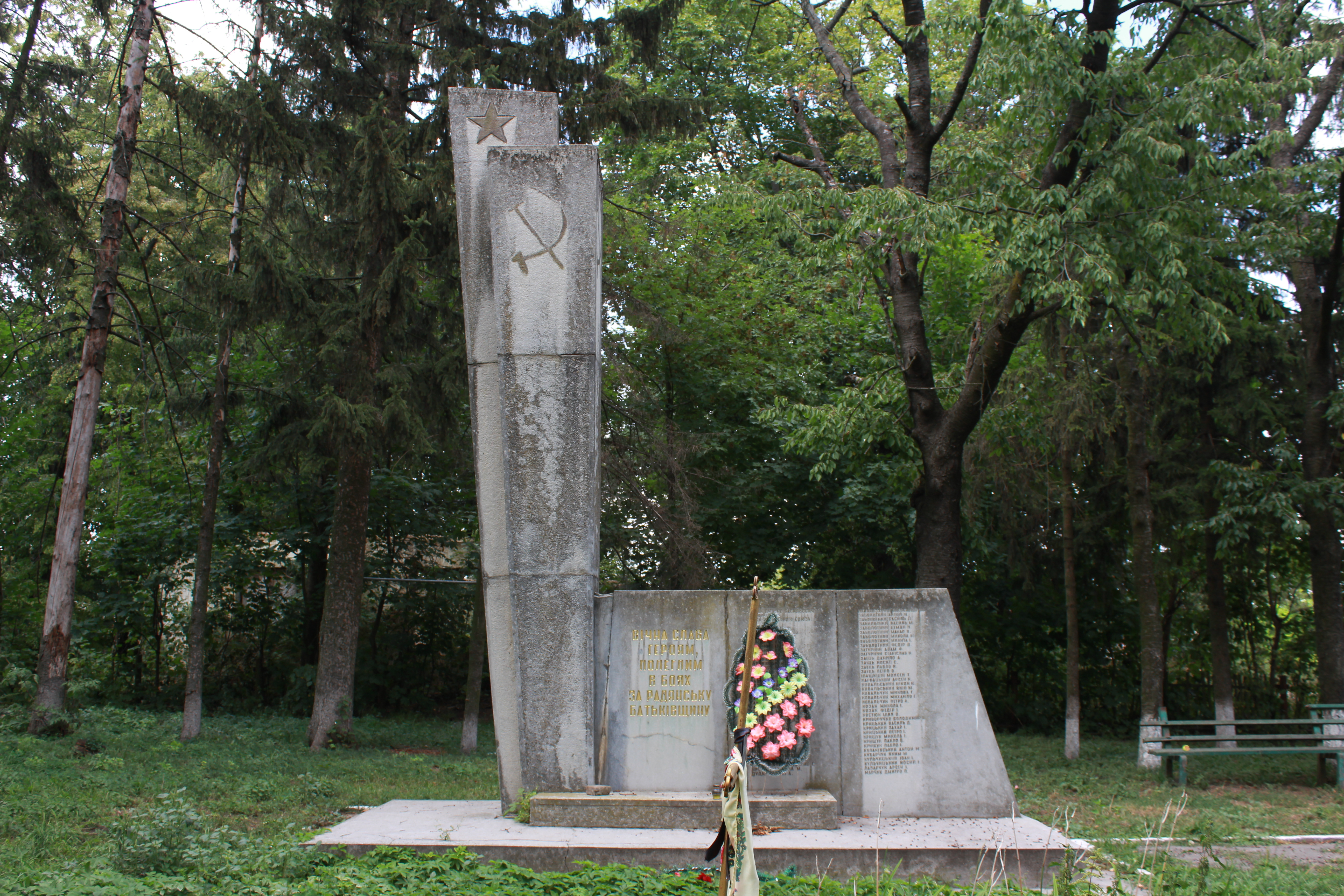
Пам'ятний знак на честь воїнів-земляків
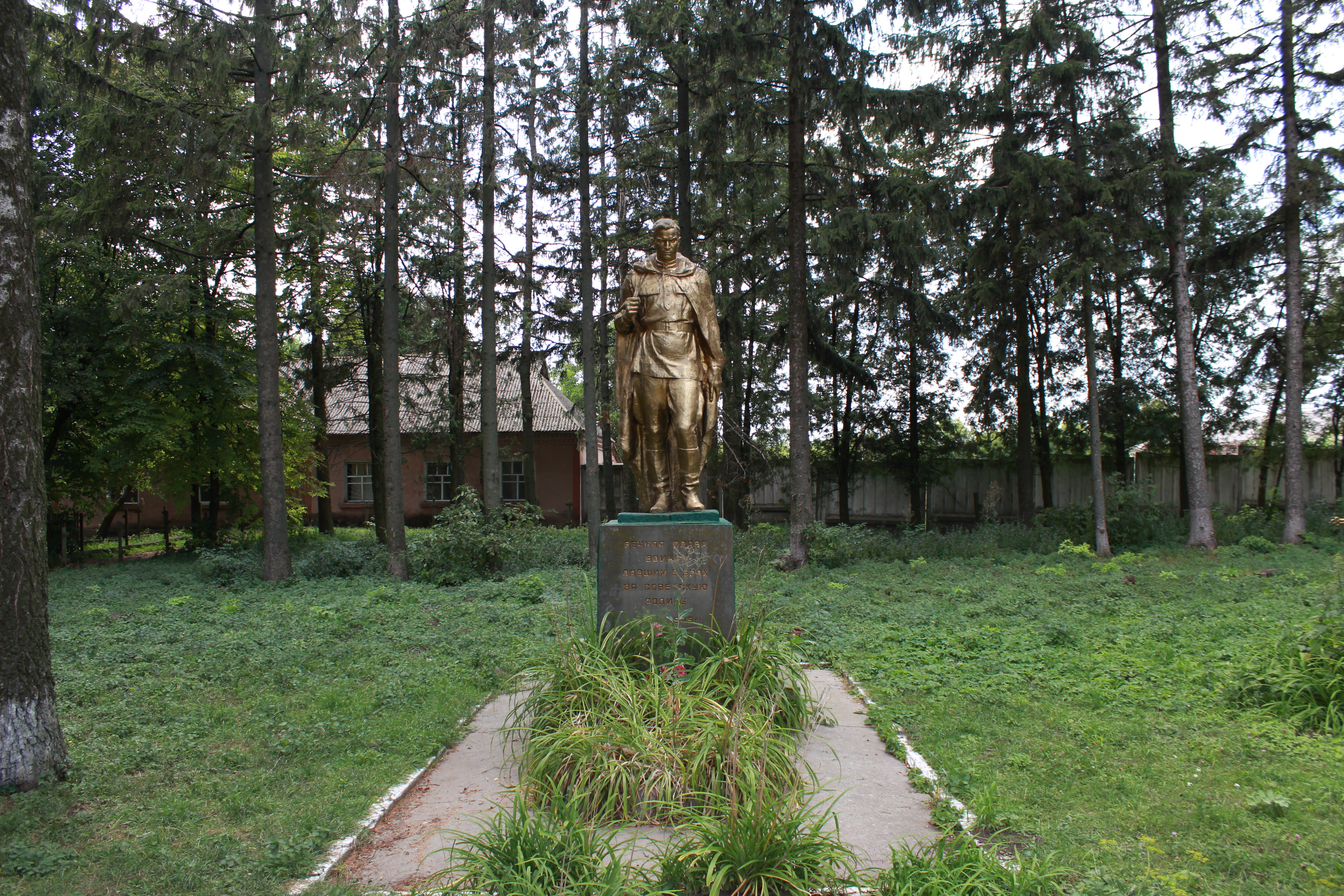
Братська могила рад. солдат